# 小坂峠
小坂峠（こさかとうげ）は、宮城県白石市と福島県伊達郡国見町とを結ぶ峠。長嶺と呼ばれる宮城県と福島県の県境稜線上の鞍部である。標高441m。

## 概要
宮城県道・福島県道46号白石国見線が通っている。冬期も閉鎖されることはないが、道幅が狭くヘアピンカーブが多いため、大型車の通行は通年禁止である。大型車は国道4号と国道113号で大きく迂回することになる。
桑折宿（福島県）で奥州街道から分岐して油川宿（青森県青森市）に至る羽州街道の一部であり、特に小坂峠と金山峠の間の区間は、道中に7つの宿場があることから「山中七ヶ宿街道」とも呼ばれた。宮城県刈田郡七ヶ宿町の名の由来であり、現在は桑折宿から上山宿（山形県）までの区間を指して七ヶ宿街道とも称する。
1579年（天正7年）冬、米沢城の伊達政宗の下へ三春城主田村清顕の娘・愛姫が嫁いだ際、雪深い板谷峠を避けて小坂峠を経由した故事に因み、小坂峠付近は「愛姫街道」とも呼ばれる。
小坂峠の福島県側には車道化される以前の道が残されている。出産の苦しみにも匹敵する難所として「産坂」（さんざか）と呼ばれていた。1866年（慶応2年）に一旦は車道化された新道（慶応新道）が作られたが、萬世大路や奥羽本線の開通によって当路線の重要性が低下したため廃れていった。現在の県道は1972年（昭和47年）に開通した。現在は産坂・慶応新道ともに歩道・登山道として整備されており、旧街道は1993年（平成5年）10月1日に「旧羽州街道 小坂峠道跡」として国見町史跡に指定された。